# Walter Egloff
Pour les articles homonymes, voir Egloff.
Walter Egloff, né le 6 avril 1909 à Soleure et mort le 10 mars 1986 à Zurich, est un libraire et un éditeur suisse. 

## Biographie
Fils d’un commerçant, Walter Egloff fait ses études tout d’abord au collège Engelberg des pères bénédictins puis, en économie politique, à l’Université de Zurich. Après avoir obtenu sa licence, il entre comme associé à la Librairie de l’Université de Fribourg, puis la rachète en 1935 avant de la délocaliser à Paris en 1944.

## Sources
- Walter Egloff et la L.U.F. (1935-1953) : une librairie idéale, une aventure éditoriale : catalogue de l'exposition : Fribourg, Bibliothèque cantonale et universitaire, du 24 septembre au 23 octobre 1999 / textes réunis par Michel Dousse et Simon Roth ; préf. par Martin Nicoulin. - Fribourg : Bibliothèque cantonale et universitaire, 1999
- Claude Chuard : « Walter Egloff n’est plus », in : La Liberté, 15-16 mars 1986, p. 24
- Edwin-Maria Landau : « In memoriam Walter Egloff », in : Bulletin de la Société Paul Claudel, no 103 (1986), p. 21-22